# 莫洛特基夫
49°49′29″N 26°11′17″E / 49.82472°N 26.18806°E
莫洛特基夫（烏克蘭語：Молотків），是烏克蘭的村落，位於該國西部捷爾諾波爾州，由克列梅涅茨區負責管轄，始建於1777年，面積0.85平方公里，2001年人口646，人口密度每平方公里760人。